# Activision Tennis
Activision Tennis ist ein Videospiel für die Spielkonsole Atari 2600, das im Jahr 1981 von der Firma Activision auf den Markt gebracht wurde. Es ist ein Spiel einer ganzen Serie von Sportspielen, die Activision veröffentlichte. Dazu gehörte unter anderen auch Activision Boxing. Das Spiel wurde von Alan Miller entwickelt.

## Gameplay
Die beiden Tennisspieler im Videospiel werden in den Farben Pink und Blau dargestellt. Alle Regeln aus einem realen Tennisspiel finden auch in diesem Videospiel Anwendung, außer der Regel „Out of bounds“. Jeder Ball, der die Außenlinie des Spielfeldes trifft, wird als ein Ball im Spielfeld gewertet. Aufgrund der geringen Auflösung des Spiels kann der Tennisball nur als Viereck und nicht als Kreis dargestellt werden.

## Trivia
1983 erschien mit RealSports Tennis von Atari ebenfalls ein Tennis-Videospiel für das Atari 2600, allerdings mit einem höheren Farbumfang, einer detailreicheren Grafik, höher aufgelösten Objekten und einer fortschrittlicheren Physik.